# 辻裕教
辻 裕教（つじ ひろゆき、1961年10月4日 - ）は、日本の検察官、法務官僚、弁護士。法務事務次官等を経て、仙台高等検察庁検事長。退官後、学習院大学大学院教授。

## 人物・来歴

### 人物
法務省大臣官房長や刑事局長、法務事務次官を経て、2021年より現職。
2023年6月、東京高等検察庁の黒川弘務元検事長の定年延長問題で、大阪地方裁判所は、当時法務次官を務めていた辻を証人尋問する事に決まった。現職検事長が証人尋問を受けるのは異例であったが、7月11日付で辞職。

### 経歴
- 1961年 - 大阪府出身
- 1980年 - 灘高等学校卒業[3]
- 1984年 - 東京大学法学部第2類（公法コース）卒業[3]
- 1984年 - 司法修習生（38期）
- 1986年 - 検事任官、横浜地方検察庁検事
- 1987年 - 盛岡地方検察庁検事
- 1988年 - 法務省刑事局付
- 1990年 - 福岡地方検察庁検事
- 1992年 - 名古屋地方検察庁検事
- 1994年 - 法務省刑事局付
- 1999年 - 甲府地方検察庁三席検事
- 2001年 - 法務省刑事局付・内閣司法制度改革推進準備室参事官
- 2005年 - 法務省刑事局付
- 2006年 - 法務省刑事局参事官
- 2008年 - 法務省刑事局刑事法制管理官
- 2011年 - 法務省刑事局総務課長
- 2011年 - 法務省大臣官房人事課長
- 2013年 - 松江地方検察庁検事正兼広島高等検察庁松江支部長
- 2014年 - 法務省大臣官房付
- 2015年 - 法務省大臣官房審議官
- 2016年 - 法務省大臣官房長
- 2018年 - 法務省刑事局長[4]
- 2019年 - 法務事務次官[5]
- 2021年 - 仙台高等検察庁検事長[6]
- 2023年 - 辞職、島田法律事務所客員弁護士（第一東京弁護士会）[7]
- 2024年 - 学習院大学大学院法務研究科法務専攻教授（実務家教員）[7][8]

## 著書・論文
- 「裁判員法/刑事訴訟法 司法制度改革概説(6)」商事法務、2005年7月、ISBN 978-4785712433。
- 「刑事訴訟法等の一部を改正する法律の制定経緯等について」「警察学論集」69巻8号（2016年8月号）、立花書房、2016年。
- 「法制審議会、新時代の刑事司法制度特別部会の審議経過について」「井上正仁先生古希祝賀論文集」酒巻匡、大澤裕、川出敏裕編著、有斐閣、2019年3月、ISBN 978-4-641-13931-2。